# 2021 GW4
2021 GW4 là một vật thể gần Trái Đất của Apollo có đường kính khoảng 5 mét (20 feet). Nó được phát hiện bởi Cuộc khảo sát Núi Lemmon vào ngày 8 tháng 4 năm 2021. Vào ngày 12 tháng 4 năm 2021, 13:01 UTC, nó bay qua 19 821 km từ bề mặt Trái Đất. Độ không chắc chắn trong khoảng cách tiếp cận gần là ±30 km.